# Emmanuel Félix de Wimpffen

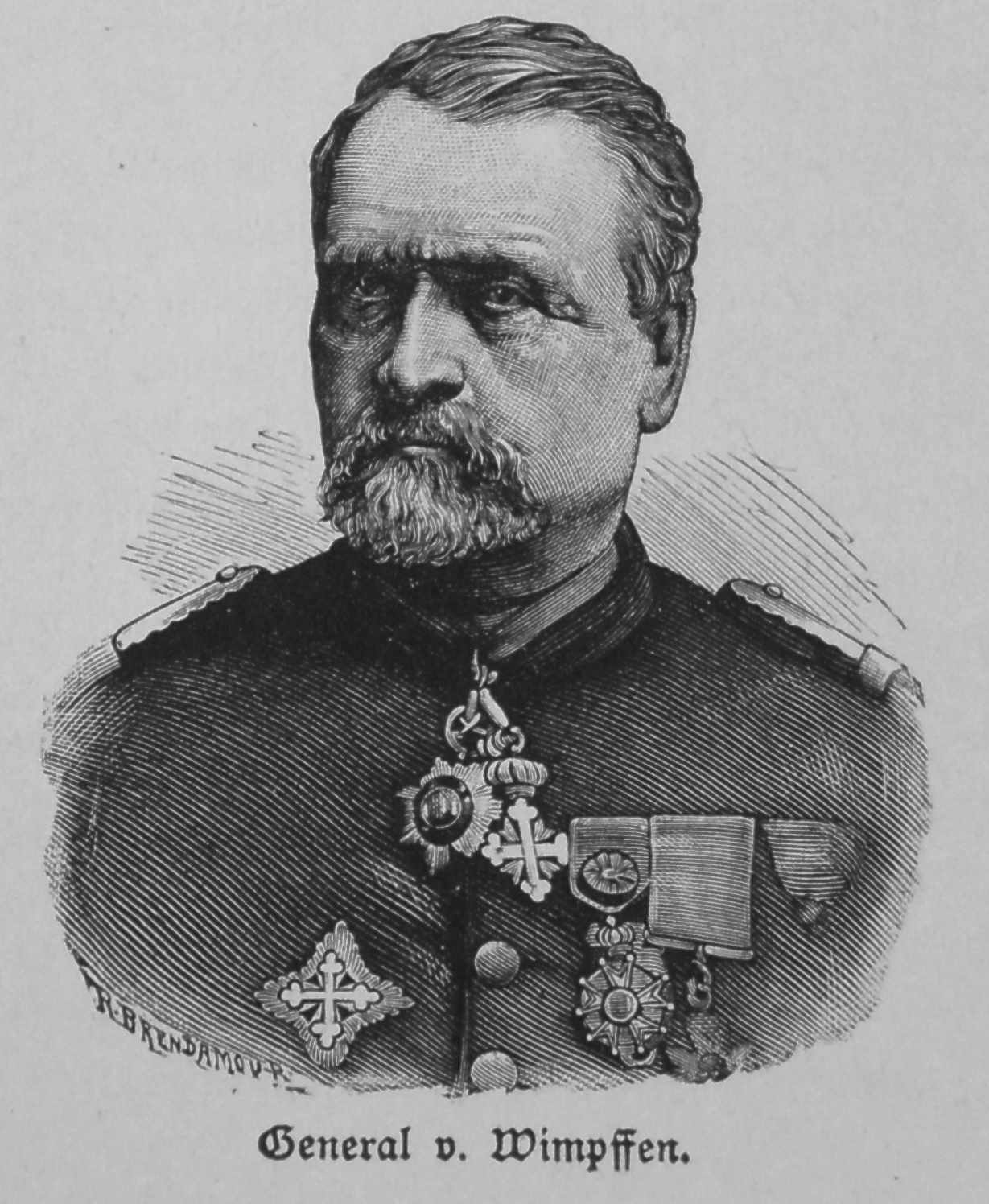
Emmanuel Félix de Wimpffen.

Emmanuel Félix De Wimpffen (13 de setembro de 1811, Laon – 26 de fevereiro de 1884, París) foi um general francês, lembrado pelo seu papel durante a Batalha de Sedan.